# 加治駅
加治駅（かじえき）は、新潟県新発田市下中（しもなか）にある、東日本旅客鉄道（JR東日本）羽越本線の駅である。
北蒲原郡旧加治川村（設置当時は加治村）の中心駅であったが、昭和の大合併時の分割合併により駅構内は新発田市と旧加治川村の市村境にまたがっていた。

## 歴史
- 1914年（大正3年）6月1日：新発田 - 中条間開業の際に開設[1]。
- 1924年（大正13年）7月31日：羽越線の駅となる。
- 1925年（大正14年）11月20日：支線となる赤谷線の開業に伴い、羽越本線の駅となる。
- 1969年（昭和44年）10月1日：手荷物および小荷物の配達取り扱いを廃止[1]。
- 1972年（昭和47年）9月1日：貨物の取り扱い、手荷物および小荷物の取り扱いを廃止[2]。駅員無配置駅となる[3]。
- 1987年（昭和62年）4月1日：国鉄分割民営化により、JR東日本の駅となる[1]。
- 2004年（平成16年）10月31日：簡易委託を解除。

## 駅構造
島式ホーム1面2線を有する地上駅である。駅舎（東側）とは跨線橋で連絡している。
村上駅管理の無人駅であるが、切符を売る駅員が配置されることがある。駅舎内には乗車駅証明書発行機のほか、自動販売機、トイレなどがある。Suicaなどの交通系ICカードには対応していない。

### のりば
| 番線 | 路線      | 方向 | 行先             |
| ---- | --------- | ---- | ---------------- |
| 1    | ■羽越本線 | 上り | 新発田・新潟方面 |
| 2    | ■羽越本線 | 下り | 村上・酒田方面   |

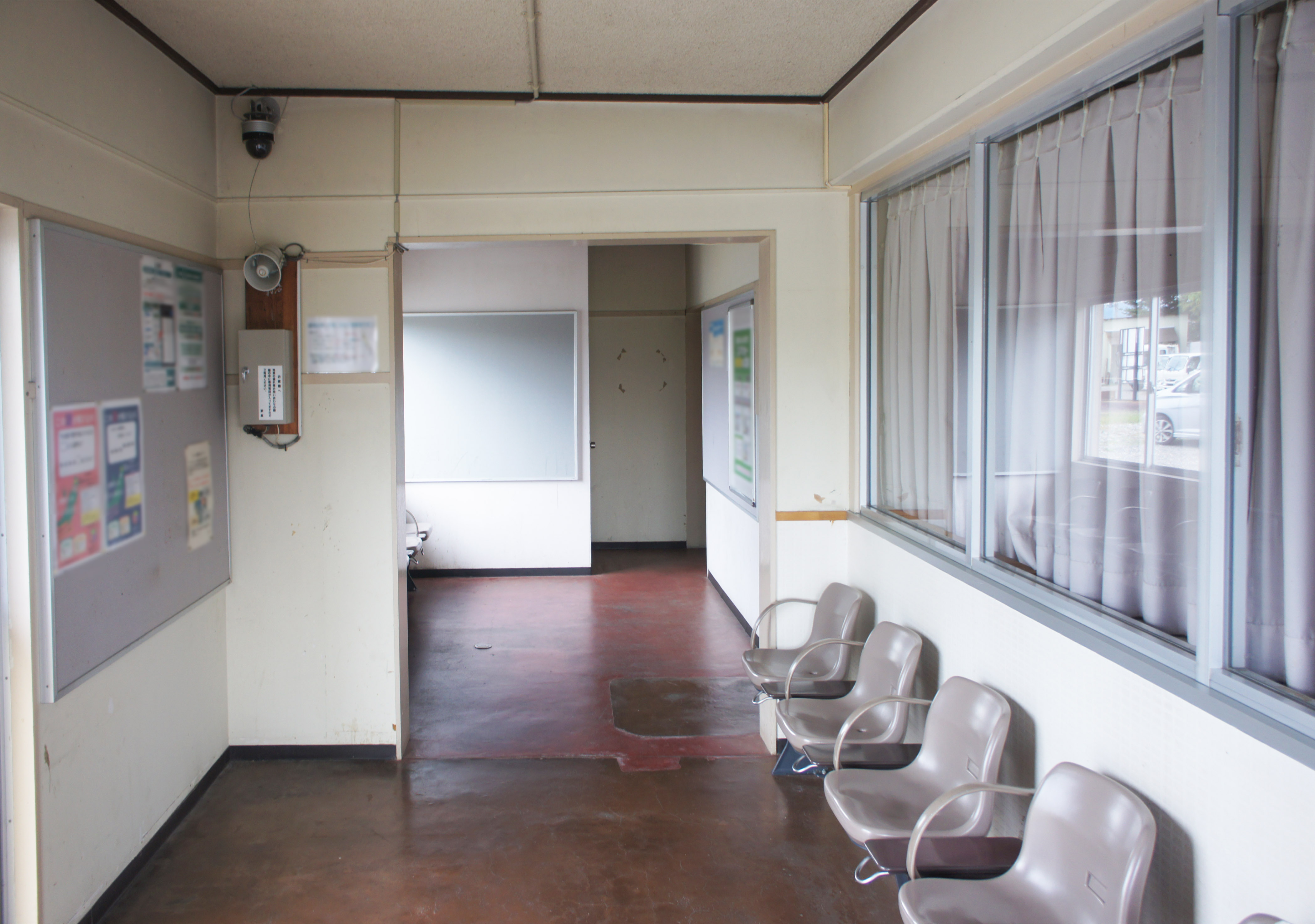
待合室（2021年9月）
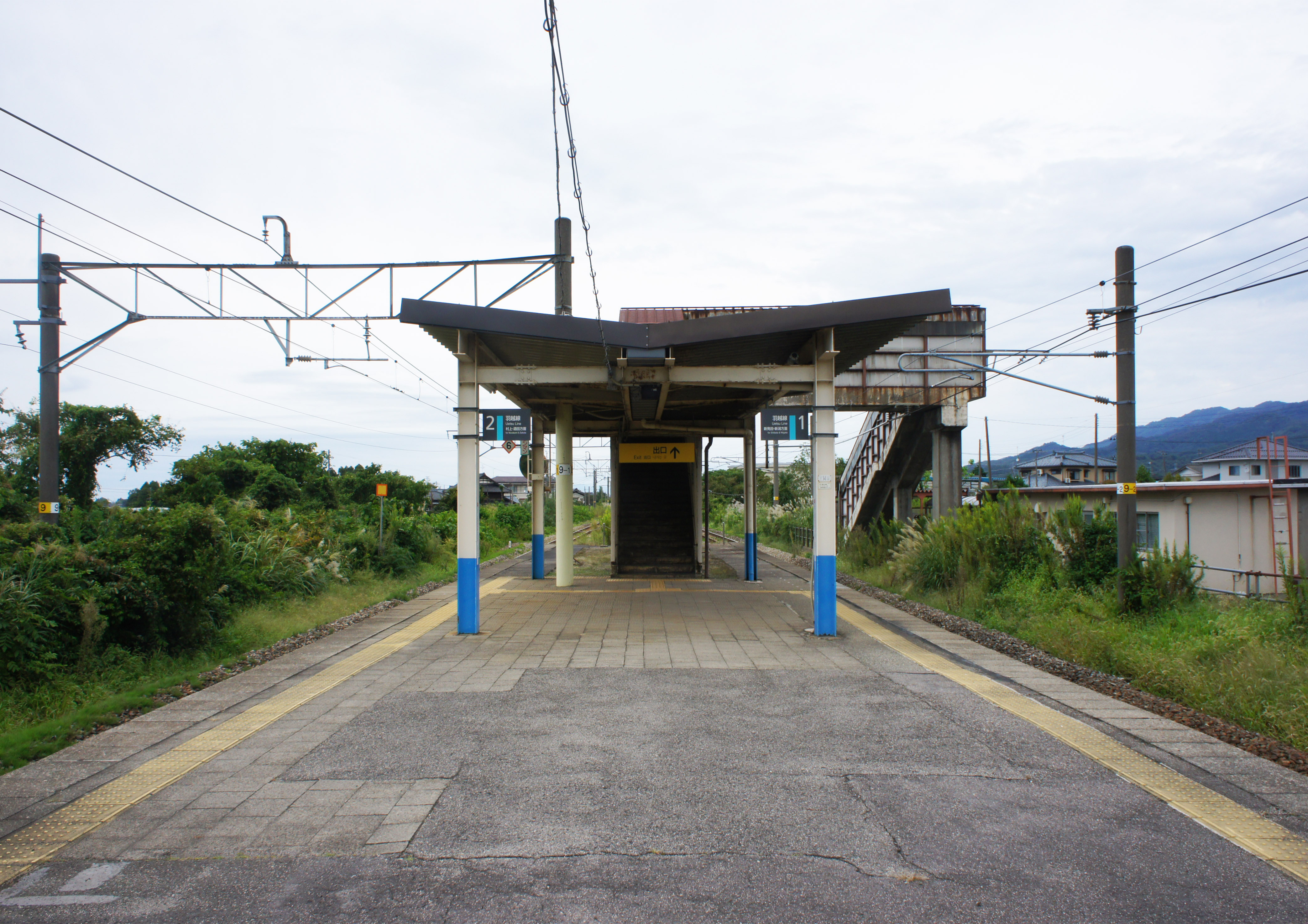
ホーム（2021年9月）

## 利用状況
JR東日本によると、2000年度（平成12年度）- 2003年度（平成15年度）の1日平均乗車人員の推移は以下のとおりであった。
| 乗車人員推移       | 乗車人員推移     | 乗車人員推移 |
| 年度               | 1日平均 乗車人員 | 出典         |
| ------------------ | ---------------- | ------------ |
| 2000年（平成12年） | 321              | [ 6 ]        |
| 2001年（平成13年） | 346              | [ 7 ]        |
| 2002年（平成14年） | 345              | [ 8 ]        |
| 2003年（平成15年） | 318              | [ 9 ]        |

## 駅周辺
駅から東へ約6 kmほどのところには、日本三大不動尊のひとつ菅谷不動尊があり、当駅の開業後は参詣者向けに当駅から人力車や乗合自動車の運行が行われていた。
南側を流れる加治川は桜の名所で、かつては花見客向けに加治川仮乗降場も設けられていた。
- 加治駅前郵便局
- 新発田市立七葉中学校
- JA北越後加治支店

## バス路線
2017年（平成29年）10月現在では、当駅より徒歩10分ほどの七葉中学校を拠点として「新発田市コミュニティバス」が運行されており、東部の菅谷方面や新発田中心街方面と結ばれている。
また、当駅を出て150メートルほどの市道沿いには同コミュニティバスの「加治駅前」バス停が設置されているが、定期運行の便は設定されておらず、事前予約があった場合にのみ乗り入れる。

## 隣の駅
東日本旅客鉄道（JR東日本）
■羽越本線
■快速
通過
■普通
新発田駅 - 加治駅 - 金塚駅